# Hôtel de région de Bourgogne
L’ancien hôtel de région de Bourgogne est l'hôtel de région, situé à Dijon, accueillant les assemblées du Conseil régional de Bourgogne-Franche-Comté.

## Histoire
Lors de la promulgation de la loi votée le 5 juillet 1972 créant les conseils régionaux, les circonscriptions d'action régionale cessent d'être de simples territoires pour devenir des établissements publics. En 1974, la région « Bourgogne » est instaurée et peut ainsi commander son siège politique. Les architectes Roger-Martin Barade et François Ruault sont chargés la même année de construire le siège du conseil régional de Bourgogne. L'inauguration de l'édifice imposant aura lieu en 1981, un an avant que le terme de « régions » soit consacré par la loi de décentralisation de 1982 qui va en faire une collectivité territoriale.

## Architecture
L'architecture du bâtiment massif est l'œuvre des architectes Roger-Martin Barade et François Ruault. Sa façade renforce un esprit très solennel. Elle se présente en effet comme un imposant monolithe plutôt austère composé de portes d'entrées monumentales. Ces portes, commandées en 1979, sont l'œuvre du sculpteur Pierre sabatier. La spécificité du bâtiment contemporain est due à sa construction selon un jeu de lames obliques de béton, jointes par des vitrages réfléchissants.

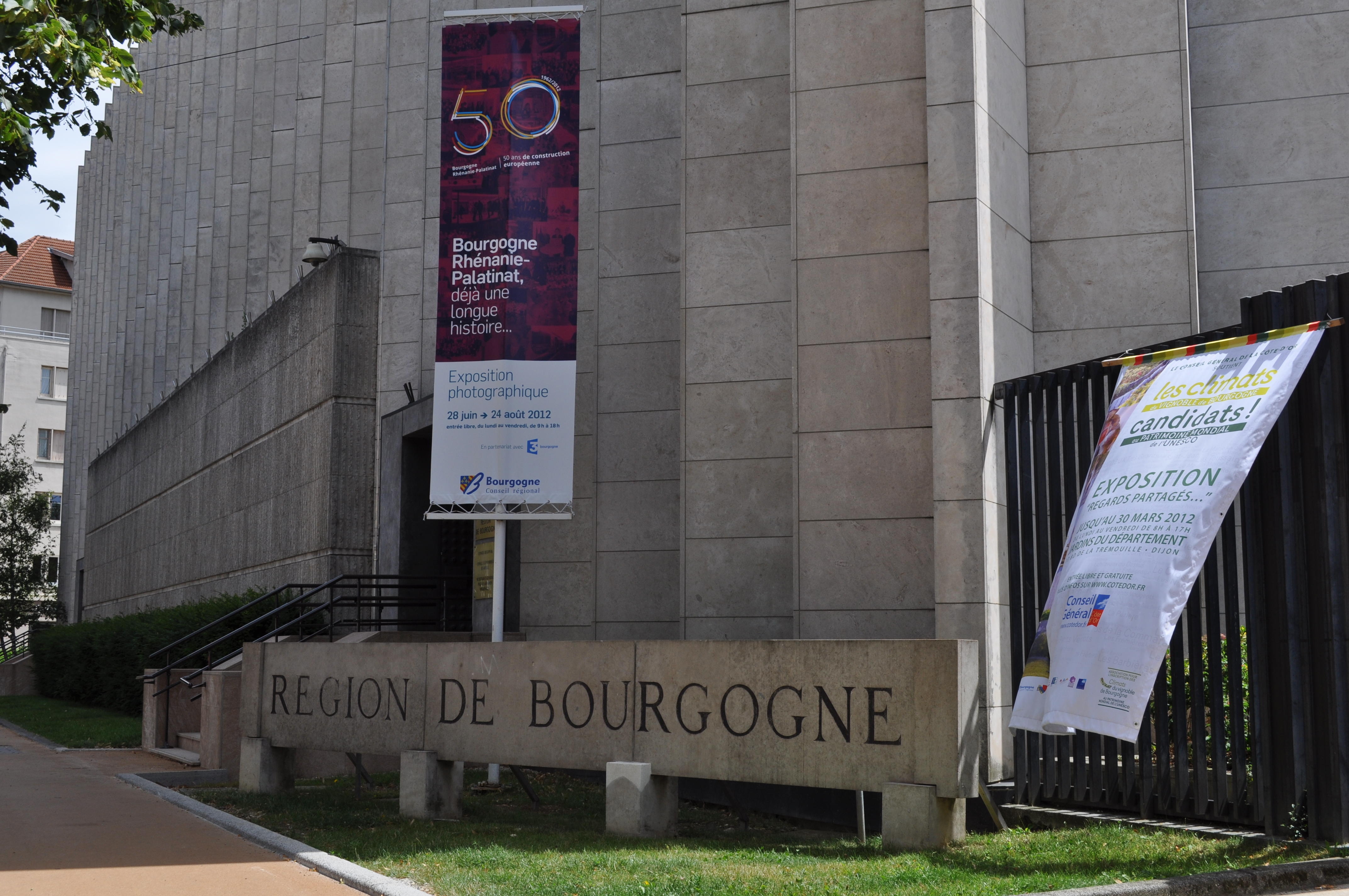
Une des entrées, boulevard de la Trémouille.
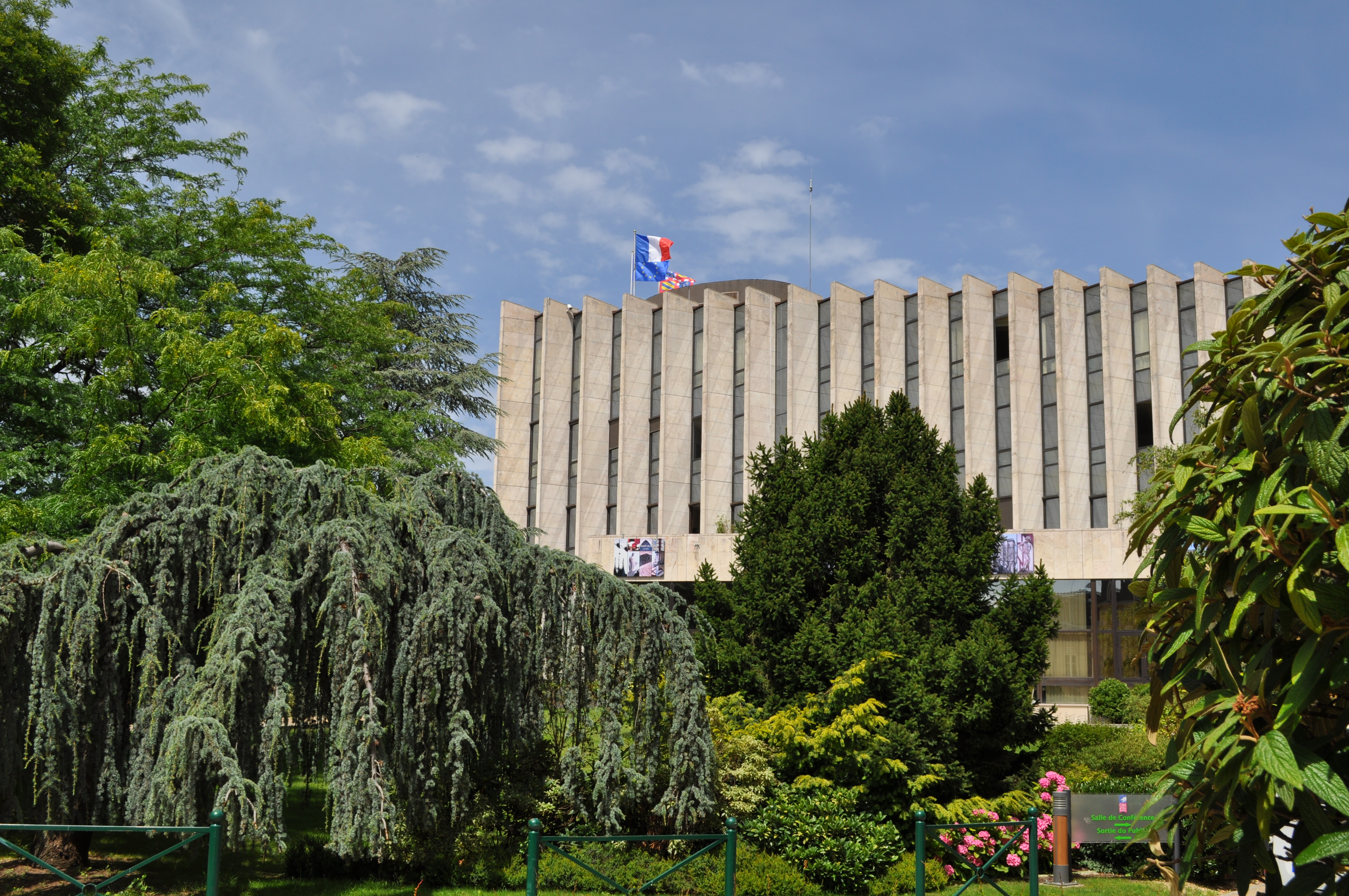
Les jardins.

## Situation
Le bâtiment est situé au 17, boulevard de la Trémouille à Dijon, sur des terrains occupés avant la révolution par l'enclos de Clairvaux, puis acquis en 1972 par le département des propriétés de la mutualité agricole. Le Conseil régional de Bourgogne-Franche-Comté est également situé à côté du Conseil départemental de la Côte-d'Or et de la préfecture de la région Bourgogne.